# Крепость Владикавказ
Кре́пость Владикавка́з — фортификационное сооружение Российской империи на юге страны, имевшее большое военно-стратегическое значение. Была заложена весной 1784 года на месте ингушского селения Заур. В 1788 году, в связи  с осложнившимися в этом районе событиями Кавказской войны, Владикавказское укрепление было срыто и покинуто располагавшимся в нем гарнизоном. Сведения о восстановлении Владикавказской крепости очень разноречивы; в ряде источников указываются даты — 1795 год, 1800 год, 1803 год.

## Предыстория
История крепости берёт свое начало с осени 1783 года, когда командующий Кавказской линии Павел Сергеевич Потемкин получил указание правительства о строительстве на центральном Кавказе русской крепости. По мнению Павла Сергеевича Потемкина и астраханского губернатора Кречетникова самым подходящим местом было урочище Эльхотово, где Потемкин и воздвиг крепость на правом берегу реки Терек у Эльхотово, назвав её в честь своего дяди Григория Александровича Потемкина-Таврического Потемкинской.
Но осетины отказывались селиться подле неё, и в военно-стратегическом отношении для русского командования она оказалась недостаточно эффективна. Кроме осетин, настаивавших на строительстве крепости ближе к горам, грузинский царь Ираклий II также ставил вопрос о возведении русской крепости в преддверии Дарьяльского ущелья. Это, а также собственные интересы русского правительства, повлияло на решение строить новую крепость.

## Строительство

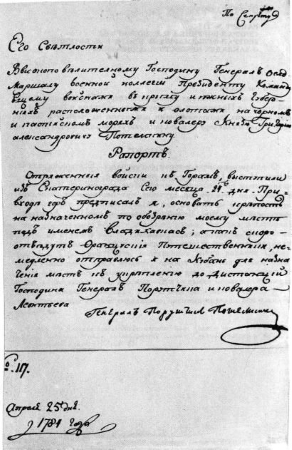
Рапорт П. С. Потемкина

25 апреля 1784 года генерал-поручик Павел Сергеевич Потемкин закладывает новую крепость. Он пишет рапорт генерал-фельдмаршалу Григорию Александровичу Потемкину : «…при входе гор предписал я, основать крепость на назначенном по обозрению моему месте под именем Владикавказ» . По описанию Потто «…6 мая 1784 года, после торжественного молебствия с водоосвящением, при громе русских пушек заложена четвёртое, последнее укрепление, названное Владикавказом, в знак нашего владычества над Кавказскими горами». Позднее же, 9 мая 1785 года, по указу Екатерины ɪɪ в построенной крепости была сооружена церковь..

## Описание
Потто характеризует крепость как сравнительно большую, вооруженную двенадцатью орудиями. К середине первой половины девятнадцатого века в крепости, помимо двенадцати пушек, находился дом коменданта, лазарет, несколько домов офицеров, казармы, кухни, гауптвахта, амбар с погребом и иные строения. Внутри прослеживалась четкая планировка улиц, что соблюдалось и в дальнейшем развитии растущего города Владикавказ.
К 1826 году крепость имела два бастиона и три полубастиона. Бастионы северной стороны укрепления носили названия Моздокского и Владикавказского. На восточной стороне находились полубастионы Весёлый и Полевой, на южной стороне — Тифлисский. А подле её форштадтах находились два осетинских поселения: на южном-Ирыкау, а на западном-аул Тулатовых. 

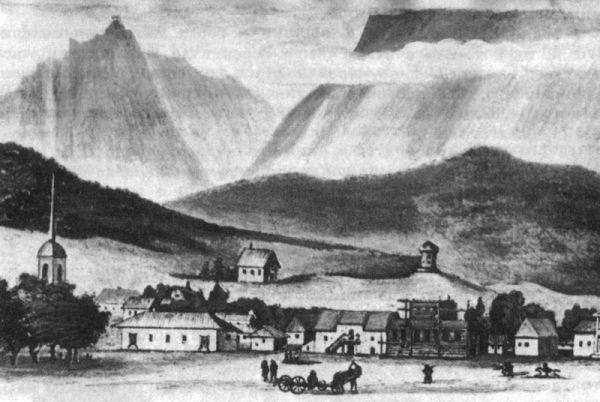
Крепость Владикавказ. С картины художника А. Дьяконова

Платон Александрович Зубов, побывав в крепости описывает её в своем очерке от 1834 года «Картины Кавказского края». Он пишет:«Строения во Владикавказе довольно красивой наружности…При некоторых домах есть сады. Лавок немного, но для жителей достаточно, ибо в оных можно найти все необходимое и даже предметы роскоши»

## Дальнейшее развитие
В 1786 году сложилась довольно сложная военно-политическая обстановка. В связи с этим Россия была вынуждена пойти на уступки Турции и снести все четыре укрепления, а находившиеся в них воинские части вывести на Кавказскую линию.
После подписания Ясского договора, Россия вновь смогла восстановить линию своих укреплений от Моздока до Дарьяла, и в 1800 году крепость была вновь возобновлена. 4 января 1804 года издается указ Екатерины ɪɪ о формировании гарнизонных батальонов для охраны крепости Владикавказ. В связи с этим были направлены две роты из Астраханского полка и одна рота из Моздокского гарнизонного батальона.

### Застройка
Постепенно крепость стала застраиваться необходимыми зданиями и постройками. Так за 1805—1808 года в крепости, по сведениям генерал-майора Ивелича, было построено около, 19 строений среди которых были солдатские казармы, дом для проезжающих господ, дом для лекаря и так далее.
К 1837 году крепость имела вид бастионной сомкнутой цитадели, вооруженной 7-ью орудиями разного калибра. Тогда же было признано привести её в лучшее положение с учётом проводимых русским командованием военных действий на Кавказе. Тогда цитадель крепости, занимавшая неудобную для расширения местность, была отделена от форштадтов и с низменности перенесена на плоскость возвышенности .А в октябре того же года спешно заканчивались работы по приведению крепости в надлежащий вид, в связи с прибытием из Тифлиса императора Николая I. В ожидании столь важного визита съехалось большое количество начальствующих лиц. Многие, кто давно не был в крепости, не узнавали её, так как Владикавказ заметно изменился и теперь походил на маленький провинциальный городок. Император же, прибыв к вечеру, остановился в комендантском доме, а на следующий день отправился до Екатеринограда.
Тремя годами позднее, в 1840 году, началась новая эпоха преобразований, изменившая крепость во внешнем виде, границах, административном устройстве и других сферах. В том числе был усилен гарнизон . Он состоял из 77-го Тенгинского, 78-го Навагинского, Виленского егерского полка, 6, 7 и 8-го Кавказских линейных полков и артиллерийской команды.

### Прибытие декабристов[17]
С конца 1826 года на Кавказ прибывают группы декабристов. Некоторые из них были распределены во Владикавказкий гарнизон. В числе этих групп находились Матвей Демьянович Лаппа,Николай Николаевич Семичев, Александр Семенович Гангеблов,Борис Андреевич Бодиско,Николай Николаевич Оржицкий и другие.
1829 год новый приток декабристов на Кавказ. В этом же году сюда приезжает А. С. Пушкин и на протяжении всей поездки находится в окружении декабристов. Свой приезд он описывает в произведении «Путешествие в Арзрум». В 1829 году в рядах Отдельного Кавказского корпуса насчитывалось свыше 65 разжалованных офицеров-декабристов и более 3000 репрессированных солдат-участников восстания.
Особое место среди декабристов, побывавших в Осетии, занимает В. С. Толстой. Поездку в Осетию он использовал с целью исследования края. Результатом явились две ценные статьи : «Поездка в Осетию в 1847 году» и «Тагаурцы».

### Предпосылки реорганизации

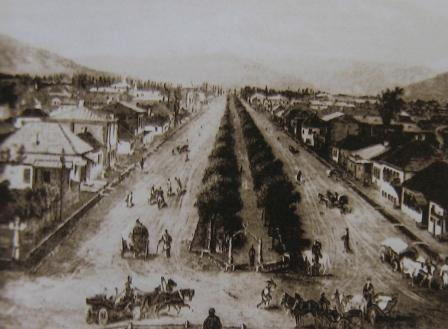
Владикавказ во второй половине XIX века

В 50-х годах XIX века крепость Владикавказ стала одним из важнейших сооружений Кавказского края. С расширением пределов предместий и количества населения, быстро начала развиваться торговля, тем самым привлекая все новых и новых людей. На месте старых соломенных домов стали появляться кирпичные строения с весьма красивой архитектурой. Некоторые грязные, непроходимые улицы были вымощены камнем. Разведены бульвары и сады, а прежде непригодная для использования площадь уравнена и засыпана щебнем.
По состоянию на 1852 год в крепости насчитывалось 909 домов, 25 улиц, 5 площадей, 6 церквей (4 православных, 1 Армяно-григорианская и 1 Римско-католическая), 3 учебных заведения(духовное Осетинское училище, школа солдатских сыновей и Елизаветинское училище).7 постоялых дворов, 2 трактира, а общая площадь занимаемая крепостью была равна 166 десятинам. В числе постоянных жителей насчитывалось 3653 человек (из них мужчин 1842, женщин 1811).
Такие стремительные темпы развития дали почву для реорганизации крепости в город.

### Преобразование крепости в город
В середине XIX века крепость Владикавказ, прежде служившая чрезвычайным военно-стратегическим пунктом, стала выполнять другую, не менее важную функцию приобщения местных народов и горцев к мирной гражданской жизни. Также Владикавказ, несмотря на удаленность от главных экономических центров России, находился в весьма выгодном для торговли расположении. Крепость в том числе служила и складным пунктом всех товаров, следующих транзитом из России в Закавказье и наоборот. Чтобы увеличить приток новых капиталов, а также улучшить положение всех отраслей сельского хозяйства, наместником и председателем кавказского комитета 4 ноября 1859 года было отправлено письмо правительствующему сенату с просьбой рассмотреть вопрос о преобразовании крепости Владикавказ в город.
Ответа не пришлось ожидать долго, и 31 марта 1860 года Владикавказ официально приобрел статус города указом правительствующего сената от имени Александра II.

## Расположение
Крепость находилась в историческом центре современного Владикавказа. Её местоположение определяется современными зданиями Дома правительства РСО-Алания, школы № 5, Пушкинским сквером, площадью Свободы и прилегающими улицами.
Сохранившиеся фрагменты крепости
- Казарма Владикавказского гарнизона и участок примыкающей крепостной стены